# William Gosse
William Gosse, född 11 december 1842 i Hoddesdon, England, död 12 augusti 1881 i Adelaide, Australien var en brittisk-australisk forskare som var den första västerlänning som besökte Ayers Rock.
Hans far var läkare och flyttade tillsammans med sin maka och sina fem barn till Australien 1850.